# Fubine Monferrato
Fubine Monferrato är en ort och kommun i provinsen Alessandria i regionen Piemonte i Italien. Kommunen hade 1 604 invånare (2018).
Kommunen bytte namn de 24 mars 2017 från Fubine till Fubine Monferrato.